# Campeonato Baiano 1909
In 1909 werd het vijfde Campeonato Baiano gespeeld voor voetbalclubs uit de Braziliaanse staat Bahia. De competitie werd gespeeld van 23 mei tot 8 augustus. Vitória werd kampioen. 

## Wedstrijden
| Data       | Thuisploeg    | Uitslag | Uitploeg      |
| ---------- | ------------- | ------- | ------------- |
| 23 mei     | Vitória       | 3 – 1   | São Salvador  |
| 13 juni    | Santos Dumont | 1 – 2   | Vitória       |
| 4 juli     | Santos Dumont | 1 – 0   | São Salvador  |
| 11 juli    | São Salvador  | 0 – WO  | Vitória       |
| 25 juli    | Vitória       | 1 – 1   | Santos Dumont |
| 8 augustus | São Salvador  | 0 – 0   | Santos Dumont |

## Eindstand
| Plaats | Club          | Wed. | W | G | V | Saldo | Ptn. |
| ------ | ------------- | ---- | - | - | - | ----- | ---- |
| 1.     | Vitória       | 4    | 3 | 1 | 0 | 6:3   | 7    |
| 2.     | Santos Dumont | 4    | 1 | 2 | 1 | 3:3   | 4    |
| 3.     | São Salvador  | 4    | 0 | 1 | 3 | 1:4   | 1    |

|  | Kampioen |

## Kampioen
| Campeonato Baiano de 1909 |
| ------------------------- |
| VITÓRIA 2º Titel          |